# Trichipteris praecincta
Trichipteris praecincta là một loài thực vật có mạch trong họ Cyatheaceae. Loài này được (Kunze) R.M. Tryon miêu tả khoa học đầu tiên năm 1970.